# NGC 868
NGC 868 је елиптична галаксија у сазвежђу Кит која се налази на NGC листи објеката дубоког неба.
Деклинација објекта је - 0° 42' 46" а ректасцензија 2h 15m 58,5s. Привидна величина (магнитуда) објекта NGC 868 износи 14,1 а фотографска магнитуда 15,1. NGC 868 је још познат и под ознакама UGC 1748, CGCG 387-63, PGC 8659.